# 孔垂長
孔 垂長（こう すいちょう、1975年7月1日 - ）は、孔子の79代目の嫡孫。中華民国唯一の世襲の特任官である大成至聖先師奉祀官に封じられている。中華民国総統府の国策顧問。
孔維益（78代目の嫡孫、1939年 - 1989年）と于曰潔の子で、孔徳成（孔子の77代目の嫡孫、32代衍聖公、初代大成至聖先師奉祀官、考試院長）の孫にあたる。オーストラリアに留学後、ビジネスマンとなった。妻の呉碩因との間には一男一女（孔佑仁、孔佑心）がいる。2006年に生まれた長男の孔佑仁の命名は孔徳成による。
2004年には叔父の孔維寧にかわり、大成至聖先師奉祀官の見習いとなり、台北孔子廟で崇聖祠の主祭官を務めた。2008年10月に孔徳成が没した後、2009年9月に後任となる大成至聖先師奉祀官に封じられた。前例に基づき、中華民国からは特任官の待遇を受けている。
2009年11月には、歴代最年少で総統府の国策顧問に就任した。国家の大計に関して馬英九総統に意見を提供するなどしている。
2010年11月、故郷のある中華人民共和国山東省を初めて訪問し、山東大学名誉教授に任命され、国際儒学連合会顧問や曲阜師範大学名誉校長なども兼任する。
2011年8月、曲阜の孔子廟で祖父の孔徳成の台湾移住以来初の中国大陸での祭祀を執り行う。
2014年11月、曲阜の中国孔子研究院の永久名誉院長に任命される。